# Giulio Ramponi
Giulio Ramponi (1902-1986) est un pilote automobile italien spécialiste de courses d'endurance de l'entre-deux-guerres.

## Biographie
Giulio Ramponi fut remarqué par Giuseppe Campari dès 1919, et participa ainsi activement aux quinze premières années de vie de l'entreprise Alfa Romeo.
Sa carrière en compétition automobile débuta en 1920 comme mécanicien embarqué (sur Alfa Romeo 20/30). Il tint notamment cette fonction pour Antonio Ascari sur les modèles RLTF et P2. Il devint en 1925 premier pilote d'essai de la marque au trèfle, nommé à ce poste par le directeur d'équipe Attilio Marinoni lorsque le passager fut interdit en compétition automobile (à la suite d'un accident en Coupe Vanderbilt, Ascari devant d'ailleurs perdre seul la vie en course lors de cette année 1925, à l'autodrome de Linas-Montlhéry).
En 1926-27, il fut le pilote d'essai pour le développement de l'Alfa Romeo 6C, modèle qui assit le renom de l'usine grâce à ses victoires internationales.
Lui-même fut pilote de course de 1927 (course de côte du col de la Madeleine, et Mille Miglia sur une RLTF) à 1932 (lors de la même épreuve), essentiellement sur Alfa Romeo, modèles RLSS, 6C et 8C, mais aussi Bentley aux 24 Heures du Mans, et Maserati Tipo 26 M en 1931 -notamment en équipe avec George Eyston-, Ramponi étant resté en Angleterre en 1929 à la suite d'un non-versement de prime de course par son employeur italien.
Ses deux victoires consécutives aux Mille Miglia  et son expérience conséquente sur tests de longues distances avaient incité Vittorio Jano à lui confier le volant leurs de nouvelles épreuves d'endurance apparaissant sur le circuit de Brooklands, ce qui fut concrétisé par deux succès anglais significatifs.
Intégré au team de Dorothy Paget lors des 24 Heures du Mans 1930, il dut abandonner sur Bentley 4½ Litre "Blower" à compresseur (développée par Tim Birkin) par bris de piston, lors de son unique participation alors associé à Joseph Benjafield.
Il retrouva malgré tout notamment le pilote Giuseppe Campari chez Alfa Corse à Milan en 1932, et aida de nouveau comme mécanicien Baconin Borzacchini et Amedeo Bignami (it) à l'emporter lors des Mille Miglia la même année avec une Alfa Romeo 8C 2300 Spider Touring (lui-même ayant un accident durant cette épreuve sur une autre 8C 2300, associé à Pietro Ghersi). Ayant un différend avec Enzo Ferrari à l'issue de la course cette fois pour une prime d'assurance oubliée, il retourna en Angleterre pour collaborer désormais en course avec le riche américain Whitney Straight, sur Maserati 8C. Avec un autre mécanicien de l'écurie, il ouvrit un garage sur Google Street à Lancaster Mews près de Hyde Park (Londres), gérant entre autres la prise en charge de modèles ERA et Delage. Il tint ainsi l'entreprise jusqu'aux années 1970, ayant entretemps été consultant pour quelques sous-traitants britanniques (Girling, Vanderwell, et Ferodo pour les principaux).

## Palmarès
Mécanicien:

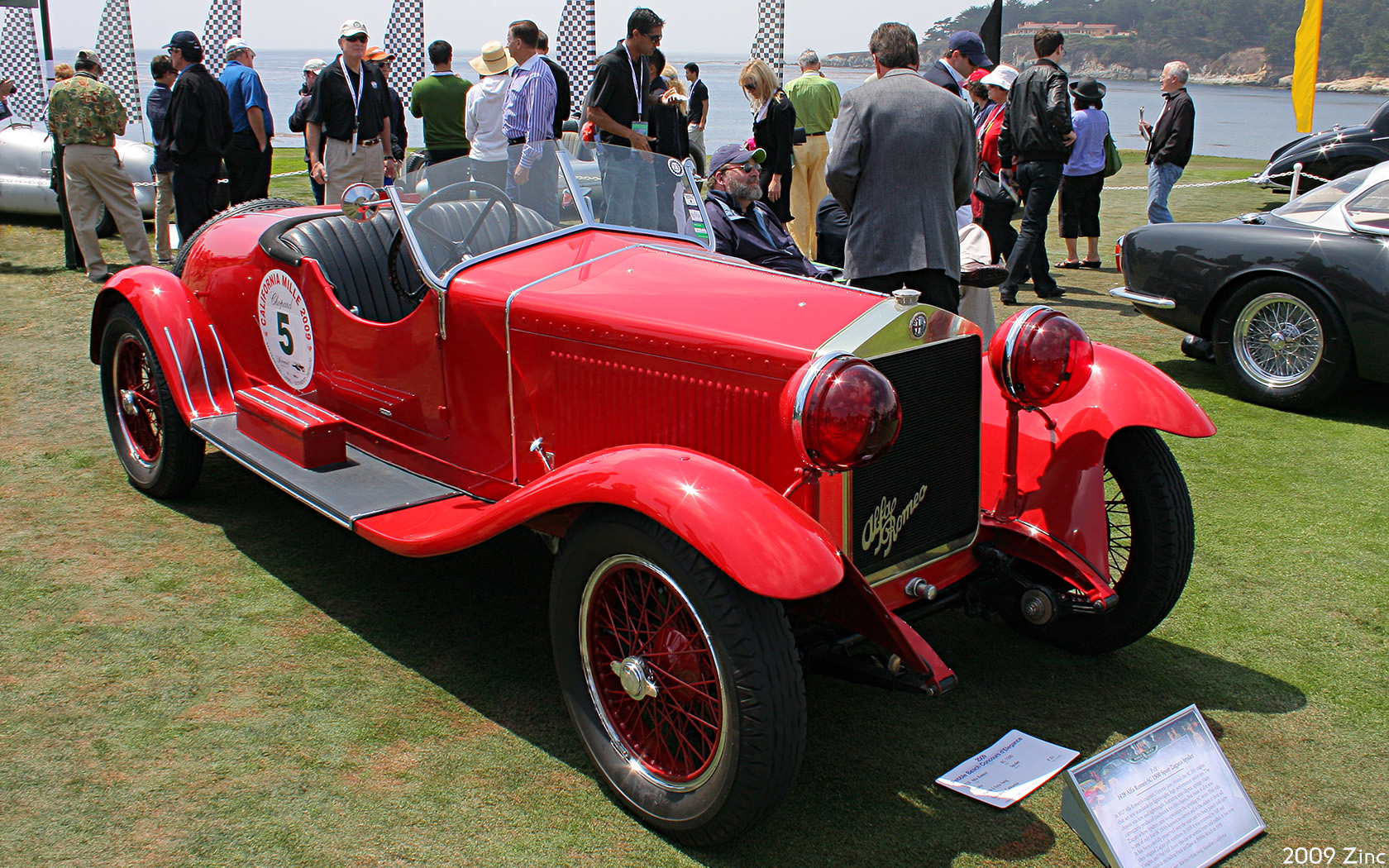
Une Alfa Romeo 6C 1500 Sport Zagato Spyder.

- 3e du Grand Prix des Gentlemen en 1921 avec la baronne Antonietta d'Avanzo, sur Alfa-Romeo ES 20/30 (à Brescia)[2];

Pilote: 
- Mille Miglia en 1928 et 1929 avec Giuseppe Campari sur Alfa Romeo 6C 1500 à compresseur puis 1750 Sport, Spider Zagato (team F. W. Stiles la seconde fois);
- 6 Heures de Brooklands en 1928, sur Alfa Romeo 6C 1500 SS à compresseur (team F. W. Stiles);
- 2x12 Heures de Brooklands en 1929, sur Alfa Romeo 6C 1500 TF (team F. W. Stiles);
  - 2e de la Eireann Cup en 1931 avec G. Campari, sur Maserati 26M (pour les voitures >1.5L. lors du Grand Prix d'Irlande, et 5es au général);
  - 6e de la Coppa Acerbo en 1928, avec Gaspare Bona sur Alfa-Romeo 6C 1500 (à Pescara)[3].